# Vườn quốc gia Comoé
Vườn quốc gia Comoé là một vườn quốc gia, một khu dự trữ sinh quyển và cũng là một Di sản thế giới của UNESCO nằm tại Zanzan và Savanes, đông bắc Bờ Biển Ngà. Đây là khu bảo tồn lớn nhất Tây Phi, với diện tích lên tới 11.500 km² và nằm trong vùng rừng ẩm ướt của Guinea thuộc vùng Trảng cỏ nhiệt đới Sudan khô. Ở phía bắc có độ dốc lớn khiến vườn quốc gia này có sự đa dạng sinh học của các loài sống. Nơi đây thậm chí còn là nơi ẩn náu cuối cùng của một số loài động thực vật.
Ban đầu, vườn quốc gia này được thêm vào Danh sách Di sản thế giới nhờ sự đa dạng của hệ động thực vật hiện hữu xung quanh sông Comoé, bao gồm những khu rừng mưa nhiệt đới hoang sơ thường được tìm thấy ở phía nam vườn quốc gia. Là một vùng đồng bằng bị xói mòn nghiêm trọng giữa hai con sông lớn khiến đất ở đây giữ ẩm tương đối kém. Năm 2003, vườn quốc gia này bị liệt vào danh sách Di sản thế giới bị đe dọa bởi tình trạng quản lý yếu kém, nạn săn trộm động vật hoang dã, chăn thả gia súc trong vườn quốc gia cùng với các vấn đề khác do ảnh hưởng của Cuộc Nội chiến Bờ Biển Ngà đầu tiên nổ ra năm 2002.

## Lịch sử
Khu vực diện tích của vườn quốc gia trong quá khứ là một khu vực có dân cư thưa thớt. Rất có thể là do đất canh tác kém, bệnh mù sông ở khu vực xung quanh sông Comoé và mật độ lớn Ruồi xê xê, tác nhân lây lan bệnh ngủ. Năm 1926, khu vực giữa sông Comoé và Bouna được tuyên bố là Khu bảo tồn Bắc Bờ Biển Ngà và được mở rộng vào năm 1942 trở thành Khu bảo tồn động vật hoang dã Bouna với một số điều luật bảo vệ thô sơ. Khu vực phía tây sông Comoé được bổ sung vào ngày 9 tháng 2 năm 1968 khiến nó có diện tích 11.500 km², trở thành vườn quốc gia lớn nhất Tây Phi, và là một trong 15 vườn quốc gia lớn nhất thế giới. Năm 1983, vườn quốc gia trở thành một Khu dự trữ sinh quyển của thế giới, một Di sản thế giới của UNESCO nhờ sự đa dạng sinh học độc đáo.
Sau khi Nội chiến Bờ Biển Ngà bùng nổ, vườn quốc gia bị đưa vào Danh sách di sản thế giới bị đe dọa vào năm 2003 do sự thiếu quản lý khiến nạn săn trộm và chăn thả gia súc bừa bãi trong vườn quốc gia gia tăng. Trong khoảng thời gian giữa hai cuộc nội chiến, vườn quốc gia bị ảnh hưởng nặng nề. Sau khi Cuộc Nội chiến Bờ Biển Ngà lần thứ hai kết thúc, vườn quốc gia đã được phục hồi trở lại nhờ sự có mặt của OIPR (Ban quản lý vườn quốc gia) và Trạm Nghiên cứu Vườn Quốc gia Comoé.

## Cảnh quan

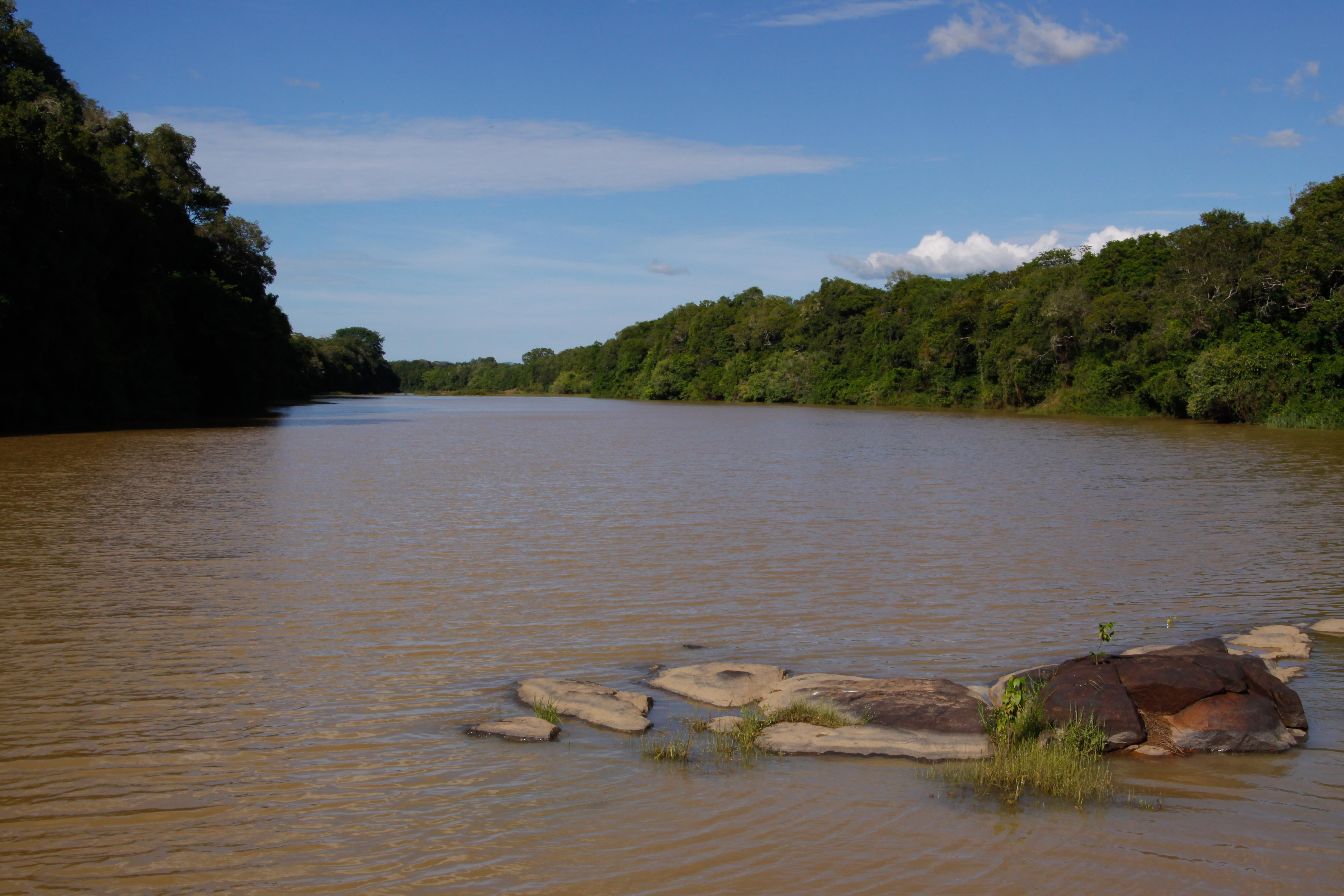
Sông Comoe chảy qua vườn quốc gia.

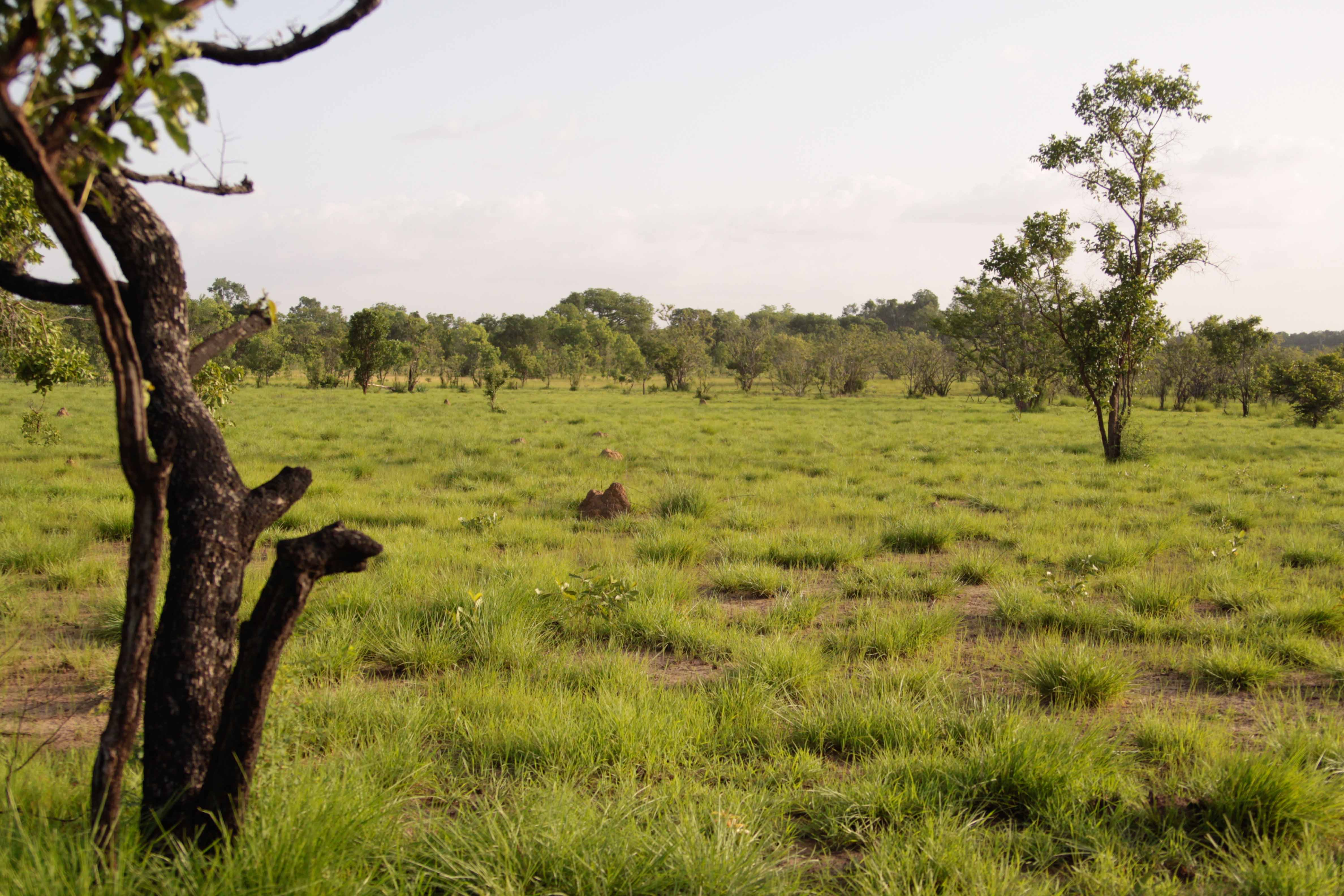
Trảng cỏ tại vườn quốc gia Comoé

Độ dốc chênh lệch giữa phía bắc và nam vườn quốc gia lớn khiến môi trường sống ở đây vô cùng đa dạng, và nó trở thành vùng sa-van đa dạng sinh học nhất trên thế giới. Từ vùng khô cằn của trảng cỏ Sudan cho đến những khu vực tương đối ẩm ướt của trảng cỏ Guinea. Các môi trường sống này bao gồm phần lớn là các phần hoang mạc, đảo sông, rừng nhiệt đới, trảng cỏ, đồng cỏ ven sông tạo thành một ví dụ về môi trường sống chuyển tiếp của các vùng khí hậu. Sông Comoé chạy dọc Bờ Biển Ngà tạo thành sinh cảnh cho các tổ hợp thực vật khác nhau được tìm thấy ở phía nam, đó là những cánh rừng nhiệt đới dày đặc gần sông. Sự đa dạng về môi trường sống cùng với khu vực diện tích bảo tồn các nguồn tài nguyên lớn khiến nó trở thành một khu vực sinh thái có tầm quan trọng đặc biệt, một Di sản thế giới của UNESCO.
Về mặt địa chất, vườn quốc gia bao gồm các đồng bằng lớn được hình thành bởi sông Comoé và các nhánh Iringou, Bavé, Kongo. Sông Comoé chảy qua vườn quốc gia với chiều dài 230 km (140 dặm) và các chi lưu của nó tạo thành hệ thống thoát nước chính tại đây. Các dòng sông này chảy về phía đông để đổ vào Volta. Ngoài ra, khắp vườn quốc gia là rất nhiều những ao hồ vĩnh cửu và bán vĩnh cửu, hầu hết chúng đều khô cạn vào mùa khô. Đất đai ở đây hầu hết là đất cằn cỗi, không thích hợp cho canh tác. Các ngọn đồi đá granit có độ cao dao động lên tới 600 mét (2.000 ft) cũng có mặt tại Comoé.

## Động vật

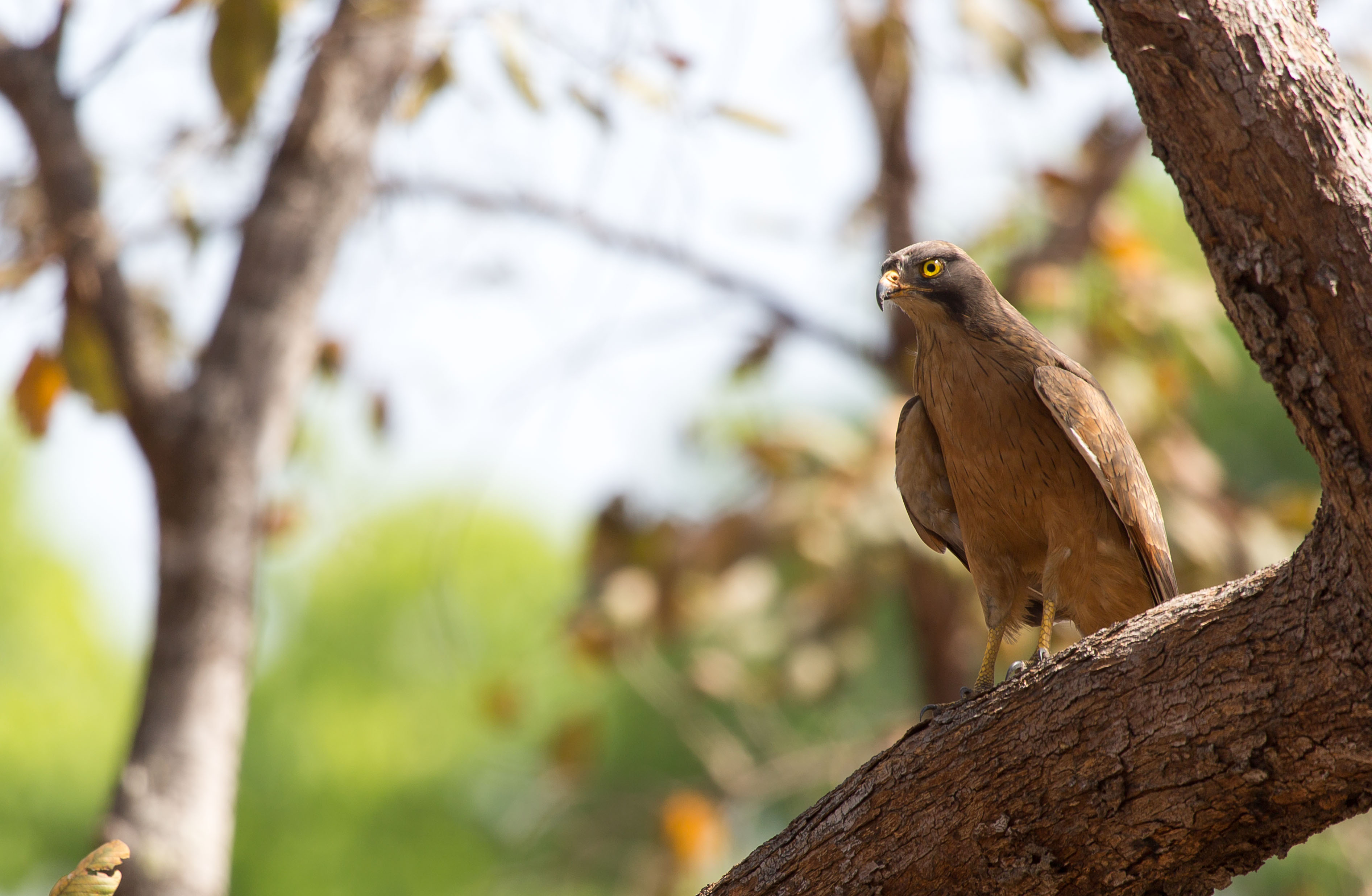
Chim ưng được tìm thấy trong một khu rừng vào mùa khô.

Vườn quốc gia Comoé có khu vực đầm phá đa dạng sinh học nhất trên thế giới và tạo thành giới hạn về phía bắc cho nhiều loài động vật, như Linh dương lưng vàng và Linh dương Bongo (một loài cực kỳ nguy cấp). Vườn quốc gia có tổng cộng 135 loài động vật có vú. Trong số đó có 11 loài linh trưởng như Khỉ đầu chó olive, Khỉ xanh, Khỉ cổ bạc, Khỉ mũi trắng đốm nhỏ, Khỉ Mona, Khỉ Colobus đen trắng, Khỉ mặt xanh cổ trắng và Tinh tinh. Có 17 loài ăn thịt có mặt tại vườn quốc gia là Sư tử, Báo hoa mai, Tê tê khổng lồ, Linh cẩu đốm, Đa man đá, Lợn đất, 21 loài Guốc chẵn như Hà mã, Lợn lông rậm, Linh dương Sitatunga, Lợn rừng, Trâu rừng châu Phi, Linh dương Kob, Linh dương hoẵng sườn đỏ, Linh dương bụi rậm, Linh dương nước, Linh dương lang, Linh dương Oribi. Các loài động vật có vú bị đe dọa khác bao gồm Voi châu Phi, Chó hoang châu Phi và một trong số những quần thể Tinh tinh cuối cùng ở Bờ Biển Ngà.
Có hơn 500 loài chim, trong đó có khoảng 20% là chim di trú đến châu Phi, 5% là chim di trú trong khu vực châu Phi. Một số loài chim nổi bật phải kể đến Ô tác Denham, Hồng hoàng họng vàng, Hồng hoàng hông nâu, Cò đầu búa, Cà kheo cánh đen, Cò và nhiều loài Kền kền khác nhau. Vườn quốc gia cũng là nơi góp mặt của 36 trong số 38 loài chim mang tính biểu tượng của vùng đồng cỏ Sudo-Guinea.
Sông Comoé và các chi lưu của là nhà của ít nhất 60 loài cá khác nhau và cho phép có sự đa dạng bất thường của các loài lưỡng cư với 35 loài được tìm thấy. Ngoài ra còn có 71 loài bò sát, trong đó có ba loài cá sấu là Cá sấu lùn (loài bị đe dọa), Cá sấu sông Nin và Cá sấu mũi hẹp (loài cực kỳ nguy cấp). Vùng ngập lũ xung quanh sông tạo ra các đồng cỏ theo mùa là nơi cung cấp thức ăn cho hà mã và chim di trú.

## Thực vật

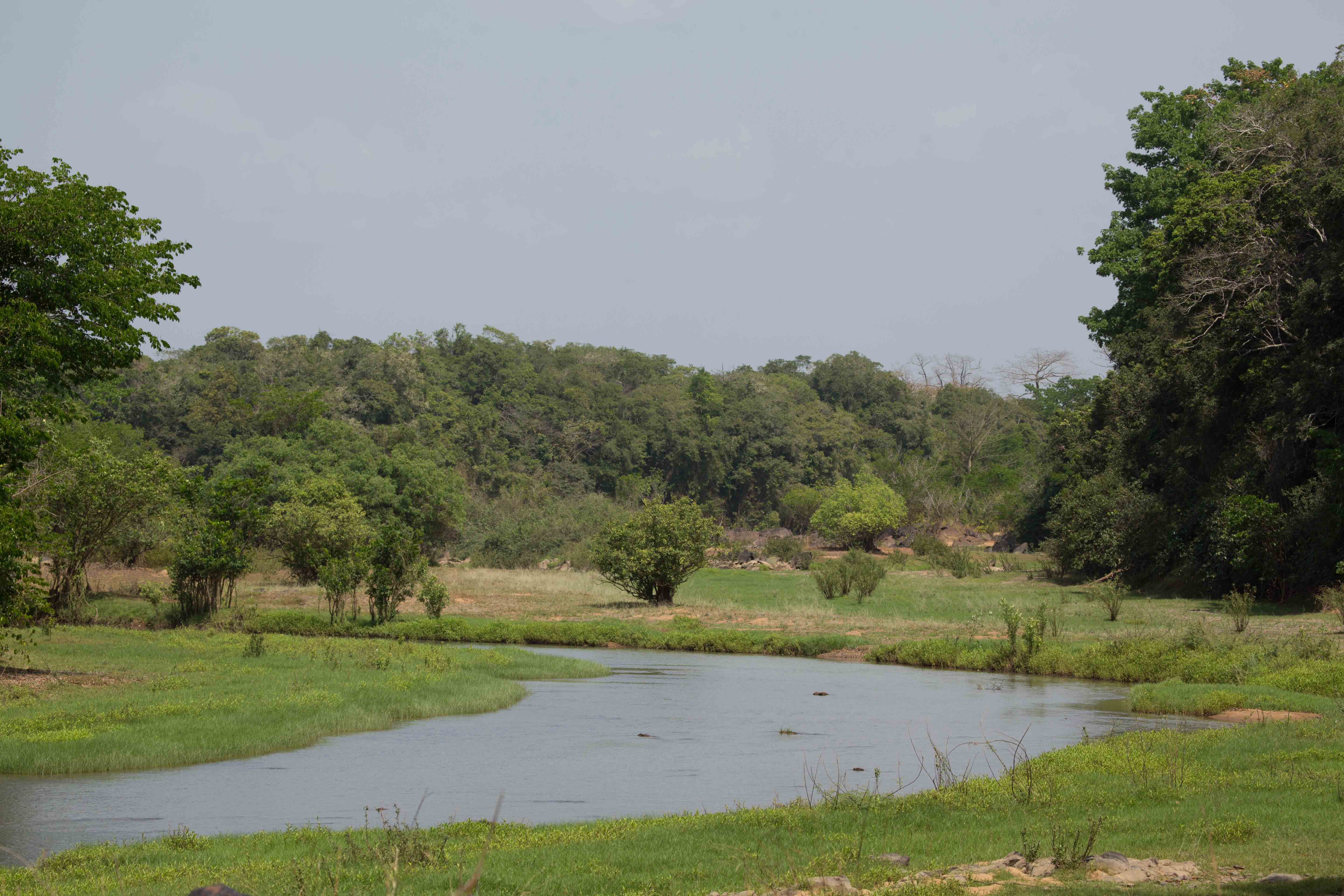
Vùng ngập lũ của sông Comoé.

Vườn quốc gia có tới 620 loài thực vật, bao gồm 191 loài cây lá kim (62 cây thân gỗ, 129 loài cây bụi và dây leo), 429 loài cây thân thảo, trong đó có 104 loài cỏ. Nơi đây có các môi trường sống chuyển tiếp khác nhau, từ rừng rậm cho đến thảo nguyên, với các loài thực vật tập trung nhiều nhất ở phía nam. Rừng, rừng mở và đồng cỏ ven sông là nơi có mặt của tất cả các loài thảo mộc chiếm khoảng 90% diện tích. Trong các khu rừng nhiệt đới có nhiều loài cây họ Đậu bao gồm các loài thuộc Chi Mót còn các đảo trên sông khô cằn hơn là nơi sinh trưởng của Bạch dương châu Phi, Sui châu Phi, Isoberlinia doka, Cô la, Tếch châu Phi, Bồ hòn. Ở vùng đồng bằng ngập lũ, Hyparrhenia rufa là loài phổ biến nhất.

## Trạm nghiên cứu

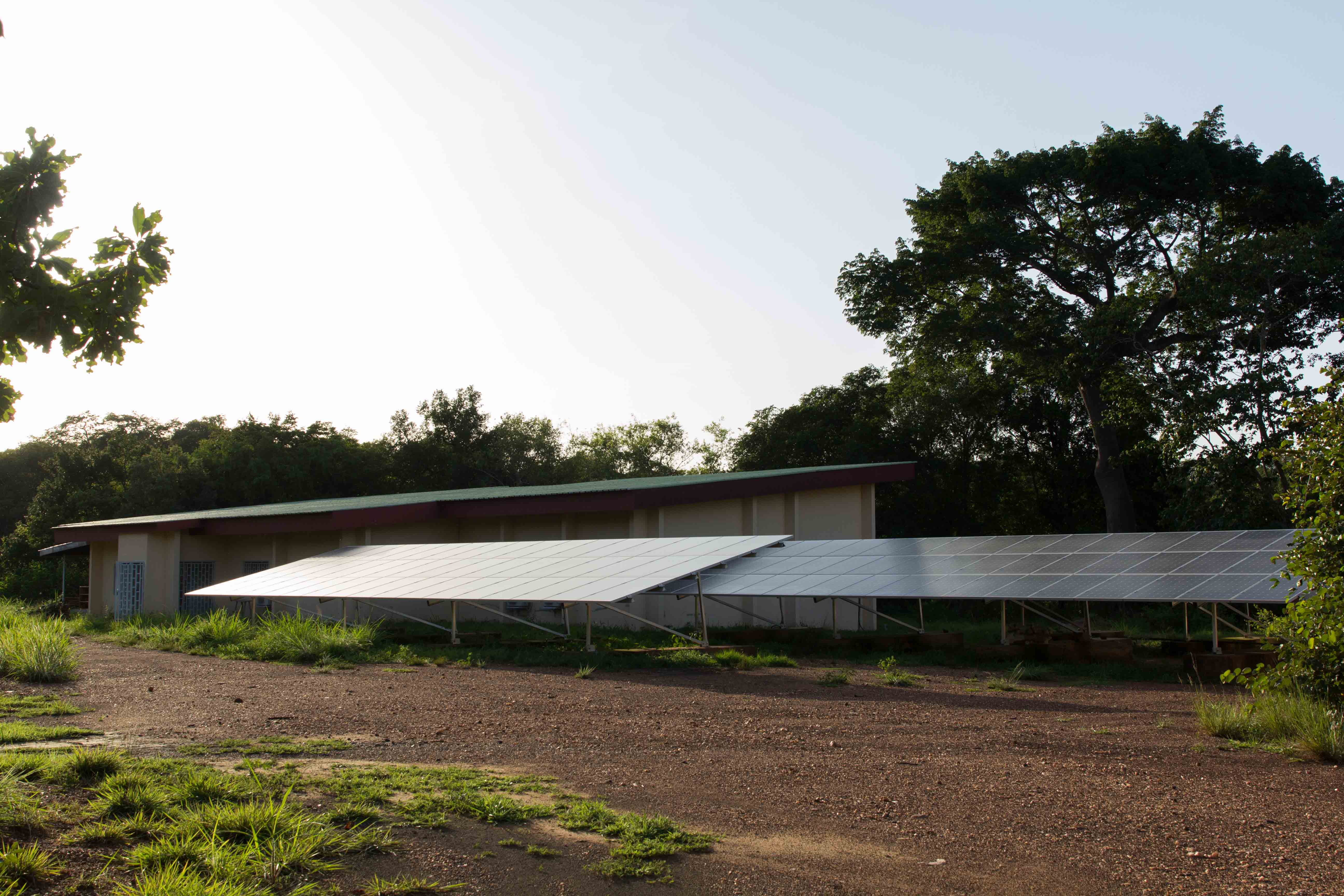
Phòng thí nghiệm và hệ thống điện năng lượng Mặt trời.

Trạm nghiên cứu được thành lập bởi Giáo sư Karl Eduard Linsenmair vào năm 1989-1990. Cơ sở hiện đại với đầy đủ điện, nước máy, internet và phòng thí nghiệm được trang bị điều hòa nhiệt độ khiến nó trở thành một trong số những trạm nghiên cứu hiện đại nhất châu Phi. Sau khi cuộc nội chiến Bờ Biển Ngà nổ ra, trạm nghiên cứu đã phải đóng cửa. Và phải đến khi cuộc nội chiến lần hai chấm dứt vào năm 2011, trạm nghiên cứu bắt đầu được sửa chữa và hoàn thành vào năm 2014. Các hoạt động chính của trạm nghiên cứu là nghiên cứu quá trình bảo tồn, sinh thái nhiệt, hành vi loài.

## Bảo tồn
Vườn quốc gia bị đưa vào Danh sách di sản thế giới bị đe dọa chủ yếu là do nạn săn bắn gia tăng bởi sự thiếu quản lý khi cuộc nội chiến Bờ Biển Ngà nổ ra. Sau khi hai cuộc nội chiến kết thúc, cùng với sự ổn định trong khu vực, Cơ quan Bảo vệ Động vật hoang dã OIPR đã tiếp tục công việc của họ. Họ đã áp dụng các cơ chế Ứng phó nhanh để có nguồn tài trợ và họ đã thành công trong việc có khoản hỗ trợ tối đa 30.000 USD mỗi năm. Những thách thức khác trong việc quản lý là ứng phó với tình trạng sạt lở, áp lực từ nông nghiệp và cải tạo các con đường cho việc kiểm soát vườn quốc gia. Các dự án chính để thực hiện điều này là việc thành lập một hệ thống giám sát hiệu quả, phối hợp với cộng đồng địa phương để giảm áp lực ngoại vi tới vườn quốc gia, kết hợp quản lý với việc tạo ra các nguồn thu nhập bền vững cho người dân địa phương xung quanh.

## Hình ảnh
Vườn quốc gia Comoé, Bờ Biển Ngà
- Phướn họng đỏ tại rừng sinh cảnh Iringou
- Linh dương bụi rậm tìm kiếm thức ăn bên sông Comoé
- Linh dương lang trong mùa khô
- Loài bướm được tìm thấy vào mùa mưa.
- Trảng cỏ bị cháy trong vườn quốc gia
- Male Linh dương Kob
- Một cá thể Khỉ xanh tại khu vực rừng rậm nhiệt đới.